# 2006年世界棒球經典賽
2006年世界棒球經典賽（2006 World Baseball Classic）是於2006年3月3日至3月20日舉行的第一屆世界棒球經典賽，世界五大洲皆有球隊參賽。由於夏季奧運和美國職棒大聯盟的球季有所衝突，一直以來大聯盟的球員都並未直接參與，本屆世界棒球經典賽是首次有大量大聯盟球員參與的高水準賽事。在經過為期18天，39場的激烈比賽之後，由來自亞洲的勁旅日本隊奪得首屆世界棒球經典賽的冠軍，古巴隊名列亞軍。

## 籌備過程
在2005年的國際奧會年會決議從2012年夏季奧林匹克運動會起取消棒球項目後，一些棒球的主力國家倡議舉行開放大聯盟球員參與的棒球比賽。一直紛紛擾擾無法定案的世界級經典大賽，終於在2005年10月古巴領袖斐代爾·卡斯楚的批准下確定參與而正式成行。主辦單位是由美國職棒大聯盟（MLB）、美國職棒大聯盟球員工會（MLBPA）、國際棒總（IBAF）、日本棒球機構（NPB）、韓國棒球委員會（KBO）所組成。賽事的名稱為了與兩年一次的世界盃棒球賽（Baseball World Cup）有所區隔，也不能採用現行大聯盟季後賽的世界大賽（World Series），幾經考量後，大聯盟採用了「仲夏經典」（Midsummer Classic）與「秋季經典」（Fall Classic）的模式，將這項大賽取名為。

## 賽制
- 參賽的16支隊伍分為4組打循環賽，分為四階段（初賽、複賽、準決賽、決賽）進行。
- 初賽與複賽均採循環賽，取分組前兩名晉級，複賽不計初賽的戰績。
- 分組排名依照勝率排序，和局計為0.5勝。
- 若兩隊以上勝率相同，則和國際棒總所規定一樣，依照下列順序來決定：（只看需要比較的隊伍，其他不計）
  - 勝負關係
  - 失分率（失分除以防守局數）
  - 自責分率（自責分除以防守局數）
  - 隊伍打擊率
  - 大會抽籤決定
- 準決賽為單敗淘汰制，勝隊晉級冠軍戰，敗隊不進行季軍戰而並列第三。
- 準決賽未採交叉對決，複賽中同組的冠亞軍球隊，在準決賽中再度對壘，使複賽同組球隊無緣同時進軍決賽。此賽制確保主導大會的美國隊在決賽前不會遭遇古巴隊。韓國隊在預賽、複賽全勝並兩度擊敗日本隊，在準決賽中敗給日本隊，無緣進軍決賽。

## 參賽隊伍
| A組      | B組    | C組      | D組      |
| 日本     | 加拿大 | 古巴     |          |
| 中國     | 墨西哥 | 荷蘭     |          |
|          | 南非   | 巴拿马   | 義大利   |
| 中華臺北 | 美国   | 波多黎各 | 委內瑞拉 |

## 比賽場地
| A組 – 日本東京   | B組 – 美国鳳凰城 | B組 – 美国斯科茨代爾 | C組、複賽第二組 – 波多黎各聖胡安 |
| ---------------- | ---------------- | -------------------- | -------------------------------- |
| 東京巨蛋         | 大通體育場       | 斯科茨代爾體育場     | 席然畢松球場                     |
| 容納人數: 42,000 | 容納人數: 49,033 | 容納人數: 8,500      | 容納人數: 18,264                 |
|                  |                  |                      |                                  |

| D組 – 美国布埃納文圖拉湖 | 複賽第一組 – 美国安那翰 | 決賽 – 美国聖地牙哥 |
| ------------------------ | ----------------------- | ------------------- |
| Cracker Jack體育場       | 天使球場                | 沛可球場            |
| 容納人數: 9,500          | 容納人數: 45,037        | 容納人數: 42,445    |
|                          |                         |                     |

## 特殊規則
- 投手用球數限制
  - 各區預賽：65球
  - 八強複賽：80球
  - 準決賽、決賽：95球

備註：
1. 若投手在面對某一打者時達到投球限制，可以投到這個打席結束為止再換投。
2. 取消先發投手必須投滿五局才有勝投紀錄的限制，只要投滿三局即有勝投資格。

- 投手休息天數限制：
  - 投滿50球以上，需休息4天才可上場。
  - 投滿30球~49球，需休息1天才可上場。
  - 连续2天未滿30球，须休息1天。

- 延長賽局數限制
  - 在各地區預賽及八強賽，延長賽最多打滿14局，若至14局結束兩隊仍維持平手則以和局收場。
  - 準決賽之後將視情況決定是否保留比賽至隔日再戰。
  - 和局成立時，兩隊戰績均計為0.5勝0.5敗后再计算胜率。

- 提前結束
  - 五局結束兩隊差距達15分，比賽提前結束。
  - 七局結束兩隊差距達10分，比賽提前結束。

- 替換球員
  - 在比賽進行期間，若有球員因為受傷而退出球隊，該隊可以先前所繳交的六十人名單中的球員入替，但遞補入隊的球員必須在下一輪賽事才可出賽。

## 賽事結果

### 預賽

#### A組
- 日期：3月3日至3月5日
- 地點：日本東京巨蛋

| 隊名     |       | 日本  | 中華臺北 | 中國  | 勝 | 和 | 負 | 得分 | 失分 | 勝率 | 晉級 |
| -------- | ----- | ----- | -------- | ----- | -- | -- | -- | ---- | ---- | ---- | ---- |
|          | -     | ○3-2  | ○2-0     | ○10-1 | 3  | 0  | 0  | 15   | 3    | 1.0  | ◎    |
| 日本     | ●2-3  | -     | ○14-3    | ○18-2 | 2  | 0  | 1  | 34   | 8    | .667 | ◎    |
| 中華臺北 | ●0-2  | ●3-14 | -        | ○12-3 | 1  | 0  | 2  | 15   | 19   | .333 |      |
| 中國     | ●1-10 | ●2-18 | ●3-12    | -     | 0  | 0  | 3  | 6    | 40   | .000 |      |

#### B組
- 日期：3月7日至3月10日
- 地點：美國亞歷桑納鳳凰城

| 隊名   | 墨西哥 | 美国  | 加拿大 | 南非  | 勝 | 和 | 負 | 得分 | 失分 | 勝率 | 晉級 |
| ------ | ------ | ----- | ------ | ----- | -- | -- | -- | ---- | ---- | ---- | ---- |
| 墨西哥 | -      | ●0-2  | ○9-1   | ○10-4 | 2  | 0  | 1  | 19   | 7    | .667 | ◎    |
| 美国   | ○2-0   | -     | ●6-8   | ○17-0 | 2  | 0  | 1  | 25   | 8    | .667 | ◎    |
| 加拿大 | ●1-9   | ○8-6  | -      | ○11-8 | 2  | 0  | 1  | 20   | 23   | .667 |      |
| 南非   | ●4-10  | ●0-17 | ●8-11  | -     | 0  | 0  | 3  | 12   | 38   | .000 |      |

- 註：墨、美、加三隊的對戰每九局失分率（RA/9）分別為1.5882、4、7.5。

#### C組
- 日期：3月7日至3月10日
- 地點：波多黎各聖胡安席然畢松球場

| 隊名     | 波多黎各 | 古巴  | 荷蘭  | 巴拿马 | 勝 | 和 | 負 | 得分 | 失分 | 勝率  | 晉級 |
| -------- | -------- | ----- | ----- | ------ | -- | -- | -- | ---- | ---- | ----- | ---- |
| 波多黎各 | -        | ○12-2 | ○8-3  | ○2-1   | 3  | 0  | 0  | 22   | 6    | 1.000 | ◎    |
| 古巴     | ●2-12    | -     | ○11-2 | ○8-6   | 2  | 0  | 1  | 21   | 20   | .667  | ◎    |
| 荷蘭     | ●3-8     | ●2-11 | -     | ○10-0  | 1  | 0  | 2  | 15   | 19   | .333  |      |
| 巴拿马   | ●1-2     | ●6-8  | ●0-10 | -      | 0  | 0  | 3  | 7    | 20   | .000  |      |

#### D組
- 日期：3月7日至3月10日
- 地點：美國佛羅里達奧蘭多

| 隊名     |       | 委內瑞拉 | 義大利 |       | 勝 | 和 | 負 | 得分 | 失分 | 勝率  | 晉級 |
| -------- | ----- | -------- | ------ | ----- | -- | -- | -- | ---- | ---- | ----- | ---- |
|          | -     | ○11-5    | ○8-3   | ○6-4  | 3  | 0  | 0  | 25   | 12   | 1.000 | ◎    |
| 委內瑞拉 | ●5-11 | -        | ○6-0   | ○2-0  | 2  | 0  | 1  | 13   | 11   | .667  | ◎    |
| 義大利   | ●3-8  | ●0-6     | -      | ○10-0 | 1  | 0  | 2  | 13   | 14   | .333  |      |
|          | ●4-6  | ●0-2     | ●0-10  | -     | 0  | 0  | 3  | 4    | 18   | .000  |      |

### 複賽

#### 第一組
- 日期：3月12日至3月16日
- 地點：美國加州安那罕

| 隊名   |      | 日本 | 美国 | 墨西哥 | 勝 | 和 | 負 | 得分 | 失分 | 勝率  | 晉級 |
| ------ | ---- | ---- | ---- | ------ | -- | -- | -- | ---- | ---- | ----- | ---- |
|        | -    | ○2-1 | ○7-3 | ○2-1   | 3  | 0  | 0  | 11   | 5    | 1.000 | ◎    |
| 日本   | ●1-2 | -    | ●3-4 | ○6-1   | 1  | 0  | 2  | 10   | 7    | .333  | ◎    |
| 美国   | ●3-7 | ○4-3 | -    | ●1-2   | 1  | 0  | 2  | 8    | 12   | .333  |      |
| 墨西哥 | ●1-2 | ●1-6 | ○2-1 | -      | 1  | 0  | 2  | 4    | 9    | .333  |      |

- 註：日、美、墨三隊的對戰每九局失分率（RA/9）分別為2.5、2.6471、3.5。

#### 第二組
- 日期：3月12日至3月15日
- 地點：波多黎各聖胡安

| 隊名     |      | 古巴 | 委內瑞拉 | 波多黎各 | 勝 | 和 | 負 | 得分 | 失分 | 勝率 | 晉級 |
| -------- | ---- | ---- | -------- | -------- | -- | -- | -- | ---- | ---- | ---- | ---- |
|          | -    | ○7-3 | ○2-1     | ●1-7     | 2  | 0  | 1  | 10   | 11   | .667 | ◎    |
| 古巴     | ●3-7 | -    | ○7-2     | ○4-3     | 2  | 0  | 1  | 14   | 12   | .667 | ◎    |
| 委內瑞拉 | ●1-2 | ●2-7 | -        | ○6-0     | 1  | 0  | 2  | 9    | 9    | .333 |      |
| 波多黎各 | ○7-1 | ●3-4 | ●0-6     | -        | 1  | 0  | 2  | 10   | 11   | .333 |      |

### 準決賽
- 日期：3月18日
- 地點：美國聖地牙哥PETCO Park。

 古巴 3:1  
 日本 6:0  

### 決賽
- 日期：3月20日
- 地點：美國聖地牙哥PETCO Park。

 日本以10:6擊敗 古巴，奪得2006年世界棒球經典賽冠軍。

## 獎項

### 團體
- 冠軍： 日本
- 亞軍： 古巴
- 季軍： 、

以上四隊與 美国、 墨西哥、 委內瑞拉、 波多黎各即進入複賽的八隊均獲得下一屆經典賽會內賽資格，其餘隊伍則需參加會外賽以取得參賽資格。

### 個人
- MVP：松坂大輔
- 全明星隊：
  - 投手 松坂大輔
  - 投手 朴贊浩
  - 投手 Yadel Martí（英语：Yadel Martí）
  - 捕手 里崎智也
  - 一壘手 李承燁
  - 二壘手 Yulieski Gourriel
  - 游擊手 Derek Jeter
  - 三壘手 Adrián Beltré
  - 外野手 鈴木一朗
  - 外野手 李鍾範
  - 外野手 Ken Griffey Jr.
  - DH Yoandy Garlobo（英语：Yoandy Garlobo）

## 統計

### 團隊打擊成績
（依打擊率排名）
| 隊伍     | 比賽 場數 | 打數 | 得分 | 安打 | 二壘 安打 | 三壘 安打 | 全壘打 | 打點 | 上壘數 | 保送 | 三振 | 盜壘 | 盜壘 失敗 | 上壘率 | 長打率 | 打擊率 | OPS  |
| 日本     | 8         | 270  | 60   | 84   | 9         | 3         | 10     | 57   | 129    | 32   | 39   | 13   | 2         | .390   | .478   | .311   | .868 |
| 美国     | 6         | 197  | 33   | 57   | 7         | 2         | 9      | 32   | 95     | 19   | 26   | 1    | 1         | .359   | .482   | .289   | .841 |
| 波多黎各 | 6         | 203  | 32   | 58   | 9         | 0         | 8      | 31   | 91     | 24   | 34   | 7    | 3         | .365   | .448   | .286   | .813 |
| 古巴     | 8         | 279  | 44   | 79   | 12        | 1         | 8      | 41   | 117    | 24   | 51   | 3    | 4         | .357   | .419   | .283   | .776 |
| 加拿大   | 3         | 104  | 20   | 29   | 10        | 4         | 2      | 17   | 53     | 23   | 24   | 2    | 2         | .419   | .510   | .279   | .928 |
| 荷蘭     | 3         | 102  | 15   | 27   | 3         | 0         | 0      | 11   | 30     | 11   | 22   | 0    | 0         | .342   | .294   | .265   | .636 |
| 中華臺北 | 3         | 102  | 15   | 27   | 9         | 0         | 1      | 11   | 39     | 7    | 21   | 3    | 1         | .342   | .382   | .265   | .724 |
|          | 7         | 233  | 36   | 61   | 8         | 0         | 9      | 28   | 96     | 33   | 33   | 6    | 4         | .364   | .412   | .262   | .776 |
| 南非     | 3         | 87   | 12   | 22   | 3         | 1         | 0      | 11   | 27     | 7    | 34   | 0    | 2         | .330   | .310   | .253   | .640 |
|          | 7         | 218  | 26   | 53   | 13        | 1         | 6      | 26   | 86     | 16   | 51   | 2    | 0         | .305   | .394   | .243   | .699 |
| 墨西哥   | 6         | 189  | 23   | 44   | 11        | 1         | 5      | 21   | 72     | 15   | 36   | 2    | 0         | .292   | .381   | .233   | .673 |
| 義大利   | 3         | 95   | 13   | 19   | 8         | 2         | 2      | 13   | 37     | 11   | 24   | 0    | 0         | .290   | .389   | .200   | .679 |
| 委內瑞拉 | 6         | 188  | 22   | 35   | 6         | 0         | 7      | 20   | 62     | 35   | 40   | 2    | 1         | .323   | .330   | .186   | .653 |
| 中國     | 3         | 92   | 6    | 17   | 4         | 0         | 2      | 5    | 27     | 9    | 33   | 0    | 2         | .286   | .293   | .185   | .579 |
| 巴拿马   | 3         | 91   | 7    | 15   | 3         | 0         | 1      | 7    | 21     | 10   | 16   | 0    | 1         | .276   | .231   | .165   | .507 |
|          | 3         | 80   | 4    | 9    | 2         | 0         | 0      | 3    | 11     | 7    | 32   | 3    | 2         | .191   | .138   | .113   | .329 |

| | |
| （至少平均2.7個打席／場，出賽未達4場者予以特別標示） 打擊率 - Ken Griffey, Jr. - .524 - Yoandy Garlobo - .480 - Derek Jeter - .450 安打 - 松中信彥 - 13 - 鈴木一朗 - 12 - Yoandy Garlobo - 12 - 西岡剛 -11 - Ken Griffey, Jr. - 11 得分 - 松中信彥 - 11 - 李承燁 - 8 - Yulieski Gourriel - 8 - 鈴木一朗 - 7 - 西岡剛 - 7 二壘安打 - 李鍾範 - 6 - 松中信彥 - 4 - Justin Morneau - 3（3場） - 陳鏞基 - 3（3場） - Miguel Tejada - 3 - Frederich Cepeda - 3 全壘打 - 李承燁- 5 - Adrián Beltré - 4 - Ken Griffey, Jr. - 3 - Derrek Lee - 3 - David Ortiz - 3 - 多村仁志 - 3 打點 - Ken Griffey, Jr. - 10 - 李承燁 - 10 - 多村仁志 - 9 - Adrián Beltré - 9 - Derrek Lee - 8 - Frederich Cepeda - 8 - 西岡剛 - 8 - Jorge Cantu - 8 保送 - David Ortiz - 8 - Albert Pujols - 7 - Bobby Abreu - 6 - 多村仁志 - 6 - Frederich Cepeda - 6 - 西岡剛 - 6 三振 - 多村仁志 - 9 - Ariel Pestano - 8 - 張玉峰 - 8（3場） - Alex Rodriguez - 7 - Frederich Cepeda - 7 - 朴鎮萬 - 7 - Bobby Abreu - 7 盜壘 - 西岡剛 - 5 - 鈴木一朗 - 4 - Eduardo Paret - 3 - Trent Durrington - 3（3場） 上壘率 - Ken Griffey, Jr. - .583 - Yoandy Garlobo - .536 - 松中信彥 - .528 | （至少平均0.8局／場） 勝投 - 松坂大輔 - 3 - Ormari Romero - 2 - Odalis Perez - 2 - 徐在應 - 2 - 上原浩治 - 2 - 孫敏漢 - 2 教援點 - 朴贊浩 - 3 - Yadel Marti - 2 投球局數 - 上原浩治 - 17 - 徐在應 - 14 - Bartolo Colon - 14 - 渡邊俊介 - 13 2/3 被安打 - 上原浩治 - 17 - Bartolo Colon - 13 - Pedro Luis Lazo - 12 防禦率 - Yadel Marti - 0.00 （12.2局） - 朴贊浩 - 0.00 （10局） - Kelvim Escobar - 0.00 （7.2局） - Shairon Martis - 0.00 （7.0局） - Carlos Silva - 0.00 （5.2局） - Jason Grilli - 0.00 （4.2局） - Erik Bedar - 0.00 （4局） - 潘威倫 - 0.00 （4局） - Adam Loewen - 0.00 （3.2局） - 耿伯軒 - 0.00 （3局） 保送 - Dontrelle Willis - 6 - Esteban Loaiza - 5 - Carlos Zambrano - 5 - 阿迭尔·帕尔马 - 5 - Peter Moylan - 5 - Kelvim Escobar - 5 - Yulieski Gonzalez - 5 三振 - 上原浩治 - 16 - Yadel Marti - 11 - Freddy Garcia - 11 - Johan Santana - 10 - 松坂大輔 - 10 - Roger Clemens - 10 |

## 小组赛转播
- 全球： MLB.tv（页面存档备份，存于） | ESPN国际（页面存档备份，存于）
- 中華民國： TVBS-G | 緯來電視網（页面存档备份，存于）
- 中華人民共和國： 無
- 澳大利亚： ESPN澳洲
- 加拿大： Rogers SportsNet | The Fan Radio Network | XM Canada（页面存档备份，存于）
- 古巴： ICRT
- 多明尼加： ESPN 2/ESPN拉美
- 日本： 朝日電視台 | 日本電視台
- 韩国： MBC （页面存档备份，存于）
- 墨西哥： ESPN 2/ESPN拉美
- 巴拿马： ESPN 2/ESPN拉美
- 波多黎各： Deportes 13
- 南非： ESPN非洲（页面存档备份，存于）
- 美国： ESPN/ESPN2/ESPN广播（页面存档备份，存于） |  ESPN西班牙语 | XM Radio
- 委内瑞拉： ESPN 2/ESPN拉美 | Meridiano Televisión（页面存档备份，存于）

## 爭議

### 古巴隊參賽
古巴宣佈，他們不會徵召那些叛逃到美國的古巴籍大聯盟球員加入國家隊。也就是說，一些知名球星，像是、何塞·孔特雷拉斯、以及拉斐爾·帕梅洛，將無法參賽。不過，另外一位叛逃球員，表達了願意代表波多黎各出賽投球的意願。因為他在當地擁有一間房子，而且規則允許擁有永久居留權的球員可以代表該國（地區）參賽。
根據一項在12月14日的報導，美國財政部的海外資產控制室基於對古巴的永久貿易禁運，因而拒絕發給古巴隊入境參賽許可。這項禁運是為了防止古巴從美國手中獲得任何利益。
有鑑於此，古巴國務委員會主席卡斯楚宣佈，任何古巴隊在經典賽中所獲得之利益，都將全數捐給卡翠娜颶風風災的災民。大聯盟會長辦公室與球員工會在這項宣佈之後不久也再次地送交古巴隊的參賽申請。
為了抗議古巴隊可能無法參賽，波多黎各棒球聯盟（Puerto Rican Baseball Federation）也宣佈，如果古巴無法參賽，波多黎各將不再協辦（初賽D組與複賽第二組的）比賽。
在2006年1月6日，國際棒總（全世界棒球的最高管理組織）也威脅說如果布希當局不允許古巴隊參賽，他們將撤銷對世界棒球經典賽的認可。這將會對這項賽事造成嚴重的打擊，也會影響許多國家的參與意願。
終於，布希政府當局不得不屈服於各方壓力之下，而這整件事到了2006年1月20日總算獲得了解決，美國財政部同意發給古巴隊參賽許可。財政部發言人發表聲明說：「由於世界棒球公司（World Baseball Inc.）與美國政府部門間的密切合作，使得這項協議能夠達成，也使得我們能夠同時維護法律的範圍以及這項認可的精神……這項協議確保任何形式的贊助不會流入卡斯楚政權的手中。」（页面存档备份，存于）
根據《邁阿密使者報》」）的報導，在2006年3月9日古巴對荷蘭一戰當中，有一位住在聖胡安市的古巴難民，在比賽時高舉「卡斯楚下台」（Abajo Fidel）的看板。這個看板很清楚地出現在國際轉播上，也同時出現在古巴當地的轉播裡。這個人隨後被四名古巴的支持者所包圍，其中一名被武裝警察們從看臺帶走。
在這個事件之後，古巴棒球聯盟與經典賽主辦單位達成一項協議，禁止在看臺高舉政治性看板。在複賽第二組的（第三戰）古巴與多明尼加之戰進行期間，有一群球迷用身上的T恤拼出了這句話。在進場的時候他們還特地多穿了一件，以免被保全人員發現衣服上的字母。他們也另外準備了一個看板，同樣也有這句口號。在比賽進行期間，一架拖著長布條的小飛機飛過了球場，而布條上面也是寫著這句惡名昭彰的口號。在第五局的時候，保全人員要求球迷將T恤換下，以及將看板收起來，雙方發生扭打。旁邊的球迷也開始鼓噪說：「把他們帶走！」（Fuera! Fuera!）

### 選手參賽資格和低參與
眾多的MLB好手譬如貝瑞·邦茲、藍迪·強森、曼尼·拉米瑞茲、松井秀喜等選擇不參加，或在最後一刻決定退出(譬如弗拉迪米爾·葛雷諾)、影響比賽的可看性。
意大利隊幾乎全隊都是由美國意大利移民後裔第二代或第三地組成，譬如麥克·皮耶薩。由美國意大利移民後裔第二代或第三代去代表幾乎整個意大利隊，實際上不代表真正的意大利本國棒球水平。

### 日美之戰八局上的誤判
在2006年3月12日（複賽）日美之戰的八局上半，裁判們判定日本隊的三壘跑者西岡剛在美國隊左外野手接殺高飛球之前就先離壘，所以得分不算。當時三壘審前往左外野去監看這個接殺動作，而補位的二壘審判定跑者離壘時機正確，安全回到本壘得分。但是主審在召集其他裁判討論後，改判跑者離壘過早，封殺出局。
而慢動作重播畫面清楚地顯示，西岡剛的腳在接殺時還踩在壘包上。但也許是因為他如同教科書一般的再觸壘動作幾近完美，上半身在腳離開壘包之前就開始移動，使得主審產生混淆。由於棒球規則闡明再觸壘動作的最後判定權在主審手中，所以最後的判決就是如此，而美國隊也因為九局下的再見安打而以一分險勝。
有些人指出，這場比賽除了三壘審是澳洲人外，其他三位均為美國人。而且看起來主審是被美國隊教練所說服才做出新判決的。不論如何，這項判決已經正式定讞，無法再提出訴願。

### 美墨之戰被沒收的全壘打
2006年3月16日在關鍵的複賽第一組第六場美墨之戰的第三局下半，墨西哥隊打者擊出了一支全壘打，球擊中了右外野全壘打牆上的標竿，然後彈回場內。根據棒球規則，這應該算是全壘打，然而，這場比賽的一壘審（日美之戰時的主審）判定球擊中全壘打牆而彈回來，所以是一支二壘安打。墨西哥隊教練向裁判抗議（也有球員高舉那顆爭議球，指著那顆球上面的黃色漆印表示是擊中標竿），不過裁判只給了他一次警告，並未更改判決。

## 經典賽的成功
美國新聞界從宣佈要舉辦經典賽的那時候就開始懷疑這個賽事會不會成功。然而，事實證明它相當地受歡迎，有許多場面成為許多人茶餘飯後津津樂道的話題。例如委內瑞拉和多明尼加在初賽時的那場對戰等等。每個球場的進場人數也超乎預料，包括聖胡安市的席然畢松球場。它的一萬九千個座位，在初賽與複賽階段，只要有波多黎各出賽的場次都爆滿。的發言人也提到，雖然國際收視率資料還沒統計完畢，不過收看節目的人數應該相當地高。此外，大會總共發出了四千張以上的採訪證，這個數字遠超過世界大賽和奧運，表示這項賽事成功地達到將棒球推廣至國際的目標。體育專欄作家也報導說：「在初賽階段賣出的相關商品比有關單位針對整個17天賽事所估算的還要多。」（页面存档备份，存于）他也提到，在某個時候，委內瑞拉隊的制服甚至以每六秒鐘一件的速度賣出。

## 外部連結
- 世界棒球經典賽官方網站（页面存档备份，存于）